# Sant’Angelo (Milánó)
A Sant'Angelo (hivatalos nevén Santa Maria degli Angeli) egy milánói templom. A 16. század közepén épült a ferencesek számára.

## Története
Építésébe 1552-ben fogott Domenico Giunti Ferrante Gonzaga megbízásából. Egy korábbi, 1418-ban templom helyén épült. Harangtornya 1607-ben épült meg, főhomlokzata csak 1630-ban. A templom melletti kolostort a 20. század elején építették.

## Stílusa
A klasszicizáló kora barokk stílusú egyhajós templom kétszintű homlokzatának alsó részét négy dór oszlop tagolja, a felsőn pedig kétoldalt két-két jón oszlop áll. A homlokzatot középen timpanon koronázza, melyet Borromeo Szent Károly életéből vett jeleneteket ábrázoló dombormű díszít. A templombelsőt Gaudenzio Ferrari, Antonio Campi, Morazzone, Simone Peterzano, Ottavio Semino, Camillo Procaccini és Giulio Cesare Procaccini festményei díszítik.